# معاملة المثليين في غواتيمالا
قد يواجه الأشخاص من المثليين والمثليات ومزدوجي التوجه الجنسي والمتحولين جنسياً (اختصاراً: LGBT) وخاصة الرجال في غواتيمالا تحديات قانونية لا يواجهها غيرهم من المغايرين جنسيا. يعتبر النشاط الجنسي المثلي بين الرجال وبين النساء قانونيا، لكن التوجه الجنسي والهوية الجندرية ليست مدرجة صراحة في قوانين عدم التمييز في البلاد، والمنازل التي يعيش فيها الشركاء المثليون غير مؤهلة للحصول على نفس الحماية القانونية المتاحة للأزواج المغايرين.
ينتمي غالبية الغواتيماليين إلى الكنيسة الكاثوليكية أو الكنائس البروتستانتية. على هذا النحو، تميل المواقف تجاه أفراد مجتمع المثليين إلى الأعراف الدينية المحافظة السائدة. ومع ذلك، فقد اكتسب الأشخاص المثليون جنسياً ببطء وضوحا أكبر وقبولا أكبر في السنوات الأخيرة، تمشيا مع الاتجاهات العالمية. بالإضافة إلى ذلك، فإن غواتيمالا ملزمة قانونًا بحكم محكمة الدول الأمريكية لحقوق الإنسان الصادر في يناير 2018، والذي ينص على زواج المثليين والاعتراف بالهوية الجندرية للشخص في الوثائق الرسمية هي حقوق إنسان محمية بموجب الاتفاقية الأمريكية لحقوق الإنسان.

## قانونية النشاط الجنسي المثلي

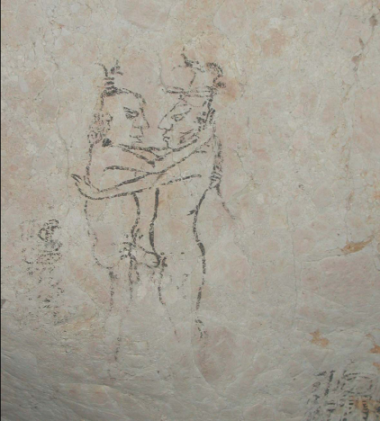
لوحة كهف من حضارة المايا تجسد رجلين يقومان بعلاقة جنسية مثلية، وتقع في مدينة ناج تونيتش.

كانت حضارة المايا، التي كانت موجودة في غواتيمالا قبل وصول الإسبان، متسامحة مع المثلية الجنسية. كانت علاقات المثليين شائعة جدًا بين الشباب والمراهقين. تقليديًا، يشار إلى مجتمع المايا على أنه مجتمع مزدوج التوجه الجنسي بشكل علني، حيث كان لجميع الرجال تقريبًا علاقات جنسية مع كل من الرجال والنساء. كان هناك ارتباط قوي بين الطقوس الدينية والمثلية الجنسية. يشارك بعض الشامان في علاقات جنسية مثلية مع مرضاهم، والكهنة يشاركون في علاقات جنسية مثلية مع آلهتهم. وفقًا لراهب فرنسيسكاني من القرن السابع عشر، الراهب خوان دي توركويمادا، يتم إعطاء المراهقين الذكور للأولاد البالغين للعمل كشركاء حتى الزواج، وفي ذلك الوقت يتم إعطاء الشريك الأصغر سنا مراهقا أيضا.
بعد الغزو الإسباني لغواتيمالا ودمجها في الوصاية على إسبانيا الجديدة، أصبحت السدومية يعاقب عليها بالحرق على الخشبة. المسيحية، التي كانت تعتبر المثلية الجنسية تقليديًا خاطئة قد تم إدخالها أيضًا إلى المنطقة، وبالتالي اختفى الانفتاح النسبي المحيط بالمثلية الجنسية.
أصبح النشاط الجنسي المثلي بالتراضي، غير التجاري، الخاص قانونيًا في غواتيمالا منذ عام 1871.

## الاعتراف القانوني بالعلاقات المثلية
لا يوجد اعتراف قانوني بالعلاقات المثلية لا في شكل زواج المثليين أو في شكل أكثر محدودية كالاتحادات المدنية أو الشراكات المنزلية. يدعم الرئيس السابق ألفارو كولوم الاتحادات المدنية للشركاء المثليين. في ديسمبر 2016، أعلنت النائبة ساندرا موران مع مجموعة مختلفة من النواب عن تقديم مشروع قانون الاتحادات المدنية في كونغرس غواتيمالا. اعترفت موران بأن اقتراحها سوف يتعرض لانتقادات شديدة من قبل الجماعات المحافظة، لكنها قالت إن «المجتمع لا يتكون فقط من هؤلاء الناس، ولكن أيضًا من الناس الذين يفكرون بطريقة مختلفة». بالإضافة إلى ذلك، حثت تحديث غواتيمالا على قضايا الاعتراف والدعم لجميع المواطنين.

### حكم محكمة الدول الأمريكية لحقوق الإنسان 2018
في 8 كانون الثاني/يناير 2018، قضت محكمة الدول الأمريكية لحقوق الإنسان بأن الاتفاقية الأمريكية لحقوق الإنسان تقضي وتقتضي الاعتراف بزواج المثليين. كان الحكم ملزماً بالكامل لكوستاريكا ويضع سابقة ملزمة في دول أمريكا اللاتينية ومنطقة البحر الكاريبي بما في ذلك بنما.
في حين تم الترحيب بالحكم من قبل جماعات حقوق الإنسان، أعربت الكنيسة الكاثوليكية والجماعات الدينية والمحافظة عن معارضتها. وقد حث المحامون الدستوريون الحكومة على الالتزام بالحكم.
كرد لحكم محكمة الدول الأمريكية لحقوق الإنسان، قدم العديد من المشرعين الحكوميين مشروع قانون يسمى «الحياة والحماية»، والذي سيزيد من العقوبات على الإجهاض ويحظر صراحة زواج المثليين. إذا تم إقراره، فإن مشروع القانون يجرم النساء اللائي تعرضن للإجهاض التلقائي (والذي وفقًا لإحصائيات معينة من المكتبة الوطنية للطب في الولايات المتحدة يصل إلى 30% من جميع حالات الحمل)، وسيعرّف الأسرة بأنها «الأب والأم والطفل». علاوة على ذلك، ينص مشروع القانون على أن «حرية الضمير والتعبير» تحمي الأشخاص من «إلزامهم بقبول السلوكيات أو الممارسات الجنسية غير المغايرة كأمر طبيعي». وقد اجتذب أيضًا المزيد من الانتقادات، لأنه يصف بشكل خاطئ وغير علمي المثلية الجنسية بأنها «تتعارض مع البيولوجيا والوراثة». لقد مرّ مشروع القانون بالفعل قراءاته الأولى والثانية، ويتطلب قراءة ثالثة نهائية وقراءة لكل مقالة فردية وأخيراً توقيع من الرئيس. أعرب الرئيس جيمي موراليس عن تأييده للاقتراح قائلا: «أذكّر شعب غواتيمالا بأن مؤسساتهم ومسؤوليهم، وفقًا للمادة 156 من الدستور السياسي للجمهورية، ليسوا ملزمين باتباع أوامر غير قانونية. غواتيمالا وحكومتنا يؤمنون بالحياة حكومتنا وغواتيمالا تؤمنان بالأسرة القائمة على زواج الرجل والمرأة». استخدامه لمصطلح «غير قانوني» غير صحيح من الناحية الواقعية، لأن غواتيمالا، مثلها مثل معظم دول أمريكا اللاتينية، أدت اليمين لدعم القانون الدولي، واحترام حقوق الإنسان، ومتابعة الاختصاص القضائي لمحكمة الدول الأمريكية لحقوق الإنسان.
إذا تم سنه، فإن مشروع القانون سينتهك القانون الدولي فيما يتعلق بزواج المثليين، وتحديداً الاتفاقية الأمريكية لحقوق الإنسان. أعلن نشطاء المثليين عن عزمهم على الطعن في الاقتراح المقدم إلى المحكمة الدستورية، وإذا لزم الأمر، إلى محكمة الدول الأمريكية لحقوق الإنسان نفسها.في سبتمبر 2018، تم إيقاف القراءة الثالثة لمشروع القانون، ولم تتم مناقشته في الكونغرس منذ ذلك الحين.

## الحماية من التمييز
لا تحظر قوانين غواتيمالا التمييز على أساس التوجه الجنسي أو الهوية الجندرية في مجالات مثل التوظيف أو التعليم أو الإسكان أو الرعاية الصحية أو الخدمات المصرفية أو غيرها من المرافق العامة، مثل المقاهي والمطاعم والنوادي الليلية ودور السينما. الاستثناء الوحيد لذلك هو «قانون الطفولة والشباب» (بالإسبانية: Código de la Niñez y la Juventud)‏، الذي تمت الموافقة عليه في عام 1997، والذي يحمي الأطفال والشباب من التعرض للتمييز على أساس مجموعة متنوعة من العوامل، بما في ذلك توجههم الجنسي وتوجه والديهم.
في مايو 2017، قدمت النائبة ساندرا موران مشروع قانون إلى الكونغرس بهدف إصلاح المادتين 27 و 202 من القانون الجنائي لإضافة التوجه الجنسي والهوية الجندرية كفئة محميّة.

## الهوية الجنسية والتعبير عنها
منذ عام 2016، يمكن للأشخاص المتحولين جنسياً في غواتيمالا تغيير اسمهم القانوني بحيث يطابق هويتهم الجندرية، بعد الحصول على إذن قضائي. ومع ذلك، لا يمكنهم تغيير جنسهم القانوني.
في ديسمبر 2017، تم تقديم مشروع قانون للاعتراف بالحق في الهوية الجندرية والسماح للأشخاص المتحولين جنسيا بتغيير اسمهم وجنسهم في شهادات الميلاد إلى الكونغرس. في أغسطس 2018، رفضت كل من لجنة النقاط التشريعية والدستورية ولجنة المرأة مشروع القانون.

## ظروف الحياة

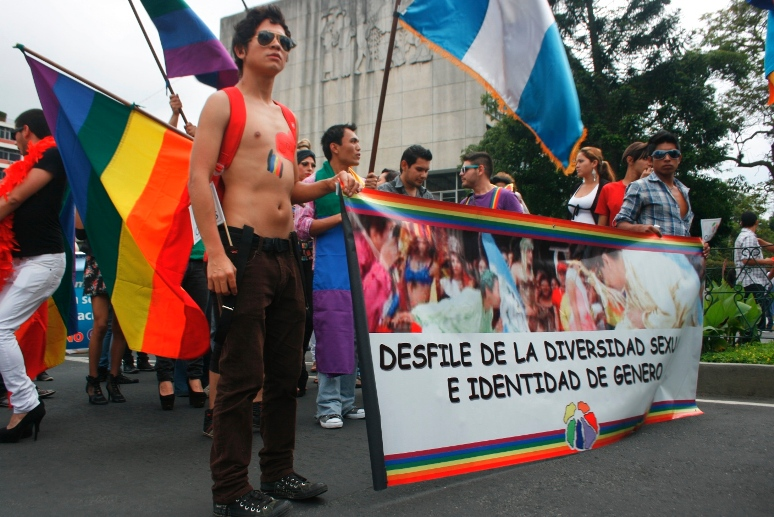
المشاركون في مسيرة فخر المثليين في مدينة غواتيمالا، 23 يونيو 2012

على الرغم من كون المثلية الجنسية قانونية منذ عام 1871، فقد سادت المواقف الاجتماعية السلبية في المجتمع الغواتيمالي، وكانت مضايقات المثليين، وحتى القتل المستهدف ضدهم. على سبيل المثال، في حين تم السماح بفتح حانة للمثليين في عام 1976، إلا أنها كانت حانة المثليين الوحيدة المسموح به في غواتيمالا حتى أواخر التسعينيات.
معظم سكان غواتيمالا هم أعضاء في الديانات الكاثوليكية، أو الأصولية البروتستانتية، أو الأرثوذكسية الشرقية، والتي أيدت جميعًا بشكل تقليدي المواقف المحافظة اجتماعيًا، وتميل بشكل خاص إلى الاعتقاد بأن المثلية الجنسية وشهوة الملابس المغايرة هما دلالات على الفجور. تنعكس هذه المواقف المسيحية المحافظة اجتماعيًا أيضًا على الأحزاب السياسية المهيمنة في البلاد. حزب الوحدة الوطنية للأمل هو حزب اشتراكي ديمقراطي مسيحي، والحزب الوطني هو حزب سياسي محافظ، إن لم يكن يمينيا. تتجاهل معظم الأحزاب السياسية الأخرى، حتى الأحزاب الأكثر ليبرالية أو يسارية، مسألة حقوق المثليين.
على الرغم من هذه التحديات، أصبح مجتمع المثليين جنسيًا أكثر وضوحًا منذ التسعينيات، وقد كان لإعادة تركيز البلد على الديمقراطية والسلام وحقوق الإنسان بعض الفوائد لحقوق المثليين. في عام 1993، تم السماح لمنظمة دعم النشاط الجنسي المتكامل في مواجهة الإيدز كمجموعة غير هادفة للربح توفر التثقيف الشامل حول فيروس نقص المناعة البشرية/الإيدز الذي يهدف إلى مجتمع المثليين. سمحت نهاية الحرب الأهلية في عام 1996 وما تلاها من تقدم في الديمقراطية وحقوق الإنسان للمنظمة بالعمل على حقوق المثليين.
مثل العديد من البلدان الأخرى، يتطور وضع مجتمع المثليين في غواتيمالا، وتظهر شخصيات جديدة كرائدة. حقوق المثليين في غواتيمالا لم تعد موضوعًا محظورًا. تُحدث الأجيال الشابة مكانة مهمة في مجتمع غواتيمالا، متحدية الآراء السائدة في البلاد.
في يناير 2016، تم انتخاب ساندرا موران لعضوية الكونغرس، وهي أول مشرعة مثلية الجنس بشكل علني. وهي عضو في حزب التقارب، وهو حزب سياسي يميل إلى اليسار.
خلال الانتخابات العامة في غواتيمالا لعام 2019، كان هناك اثنان من المثليين علنا من بين المرشحين لخوض انتخابات الكونغرس؛ ألدو دافيلا، المدير التنفيذي ل«جمعية الناس الموجبين» (بالإسبانية: Asociación Gente Positiva)‏، وهي منظمة خدمات فيروس نقص المناعة البشرية/ الإيدز ومقرها مدينة غواتيمالا، هو عضو في حركة ويناك، وأوتو رينيه فيليكسا، وهو عضو في «حزب الوحدة الوطنية الثورية» اليسارية المتطرفة.

### العنف المعادي للمثليين
وتفيد التقارير أن الحكومة تتسامح مع الجرائم التي تحركها دوافع تحيزية (وتعرف أيضًا باسم "جرائم الكراهية") على أساس التوجه الجنسي أو الهوية الجندرية، لا سيما عندما يتم توجيه المضايقة أو العنف إلى المتحولين جنسياً. يعزى الافتقار إلى حماية الحقوق المدنية والحماية من جرائم الكراهية إلى المواقف السائدة بشأن الهوية الجندرية وأدوار الجنسين.
في أواخر التسعينيات، كانت هناك عدة تقارير صادرة عن الأمم المتحدة وبعض المنظمات غير الحكومية تفيد بأن مجتمع المثليين في غواتيمالا كانوا مستهدفين بشكل منهجي للموت كجزء من «حملة تطهير اجتماعي». أحد أبرز ضحايا هذه الحملة كان الناشط المعني بالإيدز المتحول جنسياً لويس بالنسيا، الذي قُتل بالرصاص في مدينة غواتيمالا في عام 1997.

## الرأي العام
وفقًا لاستطلاع أجرته سيد-غالوب في يوليو 2010، عارض 85% من سكان البلاد زواج المثليين، بينما أيده 12% وكان 3% غير متأكدين.
وفقًا لاستطلاع أجراه مركز بيو للأبحاث، والذي أجري في الفترة ما بين 10 نوفمبر و 16 ديسمبر 2013، أيد 12% من المجيبين زواج المثليين، وعارضه 82% منهم.
أظهر استطلاع قامت به المؤسسة الدولية للمثليين والمثليات ومزدوجي التوجه الجنسي والمتحولين جنسيا وثنائيي الجنس في الفترة ما بين 18 أبريل و 20 يونيو 2014 أن 23% من سكان غواتيمالا يدعمون زواج المثليين، في حين عارضه 61% منهم وكان 17% لم يقرروا بعد.
نشرت بلانيت روميو، وهي شبكة اجتماعية للمثليين، أول مؤشر السعادة للمثليين (GHI) في شهر مايو من عام 2015. وسُئل الرجال المثليون من أكثر من 120 دولة حول شعورهم حيال نظرة مجتمعاتهم للمثلية الجنسية، وكيف يواجهون الطريقة التي يُعاملون بها من قبل أشخاص آخرين ومدى رضاهم عن حياتهم. احتلت غواتيمالا المرتبة 69 مع نتيجة بلغت 40 على مؤشر السعادة.
أظهر مقياس الأمريكتين لعام 2017 أن 23% من الغواتيماليين يؤيدون زواج المثليين.

## ملخص
| قانونية النشاط الجنسي المثلي                                                                  | (منذ عام 1871)                                                                              |
| المساواة في السن القانوني للنشاط الجنسي                                                       | (منذ عام 1871)                                                                              |
| قوانين مكافحة التمييز في التوظيف                                                              | (مقترح)                                                                                     |
| قوانين مكافحة التمييز في توفير السلع والخدمات                                                 | (مقترح)                                                                                     |
| قوانين مكافحة التمييز في جميع المجالات الأخرى (تتضمن التمييز غير المباشر، خطاب الكراهية)      | (مقترح)                                                                                     |
| قوانين مكافحة أشكال التمييز المعنية بالهوية الجندرية                                          | (مقترح)                                                                                     |
| قوانين مكافحة التمييز في الدراسة                                                              | (منذ عام 1997)                                                                              |
| زواج المثليين                                                                                 | No                                                                                          |
| الاعتراف القانوني بالعلاقات المثلية                                                           | (مقترح)                                                                                     |
| تبني أحد الشريكين للطفل البيولوجي للشريك الآخر                                                | No                                                                                          |
| التبني المشترك للأزواج المثليين                                                               | No                                                                                          |
| يسمح للمثليين والمثليات ومزدوجي التوجه الجنسي والمتحولين جنسيا بالخدمة علناً في القوات المسلحة |                                                                                             |
| الحق بتغيير الجنس القانوني                                                                    | / (منذ عام 2016، يمكن للأشخاص المتحولين جنسياً تغيير اسمهم القانوني ولكن ليس جنسهم القانوني) |
| علاج التحويل محظور على القاصرين                                                               | No                                                                                          |
| الحصول على أطفال أنابيب للمثليات                                                              | No                                                                                          |
| الأمومة التلقائية للطفل بعد الولادة                                                           | No                                                                                          |
| تأجير الأرحام التجاري للأزواج المثليين من الذكور                                              |                                                                                             |
| السماح للرجال الذين مارسوا الجنس الشرجي التبرع بالدم                                          |                                                                                             |